# ويل الكسندر
ويل الكسندر (بالإنجليزية: Will Alexander)‏ هو شاعر أمريكي، ولد في 1948 في لوس أنجلوس في الولايات المتحدة.